# 三茅街道
三茅街道是中华人民共和国江苏省鎮江市扬中市下辖的一个街道办事处。西部毗邻新坝镇，东南方毗邻油坊镇、八桥镇，北隔长江主航道與泰州市高港区相望。
2000年以后，丰裕镇并入，三茅镇面积达到49.45平方千米，人口73284人。2005年，兴隆镇并入，面积133.19平方千米，人口13万，占扬中全市40%。

## 行政区划
三茅街道下辖以下村级行政区划单位：
文化新村社区、扬子新村社区、江州路社区、英雄社区、广宁社区、中桥社区、建设社区、金星社区、同心社区、丰裕社区、新民社区、港联社区、新胜社区、新扬社区、民主村、中华村、友好村、锦程村、三桥村、大众村、滨江村、企东村、兴华村、指南村、兴阳村、明华村、营房村、永和村、永勤村和普济村。